# Резолюція Ради Безпеки ООН 2178
Резолюція 2178 — резолюція Ради Безпеки ООН про усунення загроз від іноземних найманців-терористів. Була прийнята одноголосно на відкритому засідання Ради Безпеки ООН 24 вересня 2014 року, на якому головував президент США Барак Обама. У засіданні взяли участь лідери держав та урядів, міністри та представники 50 країн.

## Основні положення
Резолюція 2178 передбачає розробку нової політики і нормативної бази для боротьби з тероризмом.
Рада Безпеки рекомендувала усім країнам ООН збирати та аналізувати дані про поїздки людей в рамках боротьби з іноземним тероризмом, не порушуючи при цьому міжнародне право.
Резолюція зобов'язує усі країни-члени ООН провадити кримінальне переслідування своїх громадян, які їдуть за кордон як іноземні найманці для участі у бойових діях у складі екстремістських та терористичних організацій.

## Офіційні заяви та коментарі
Президент США Барак Обама назвав резолюцію 2178 «історичною». 24 вересня під час виступу на сесії Ради безпеки ООН він закликав світ допомогти знищити бойовиків угруповання «Ісламська держава», назвавши мережу його прибічників «павутиною смерті».
Прем'єр-міністр України Арсеній Яценюк, який перебував в цей час у штаб-квартирі ООН у Нью-Йорку, заявив, що «Росія взяла на себе зобов'язання припинити підтримку російських терористів на Донбасі».
За заявою МЗС Росії, «включення теми іноземних терористів-бойовиків в довгостроковий порядок денний Ради Безпеки ООН відповідає російським інтересам».